# Tinos
Tinos (druhý pád Tinu, řecky Τήνος) je řecký ostrov, který leží v souostroví Kyklady v Egejském moři mezi jihovýchodním koncem ostrova Andros a severozápadním koncem ostrova Mykonos severovýchodně od ostrova Syros. Spolu s okolními malými neobydlenými ostrůvky tvoří stejnojmennou obec jež je zároveň regionální jednotkou spadající pod kraj Jižní Egeis.

## Obyvatelstvo
V obci a tedy i v regionální jednotce v roce 2011 žilo 8636 obyvatel, což je také počet obyvatel hlavního ostrova. Největším městem a sídlem obce a regionální jednotky je Tinos, přičemž žádné další sídlo nemá více než 400 obyvatel. Obec Tinos se člení na tři obecní jednotky, které se dále skládají z komunit a ty z jednotlivých sídel, tj. měst a vesnic. V závorkách je uveden počet obyvatel obecních jednotek a komunit.
- Obecní jednotka Exomvourgo (2403) – komunity: Agapi (91), Falatados (328), Kalloni (298), Kampos (222), Kardiani (87), Ktikados (386), Komi (318), Steni (527), Ysternia (146).
- Obecní jednotka Panormos (489) – komunity: Panormos (489).
- Obecní jednotka Tinos (5744) – komunity: Dyo-Choria (174), Tinos (4864), Triantaros (706).

### Členění komunity
- Komunita Tinos se skládá z vlastního města Tinos (3783) a vesnic Agios Fokas (57), Karya (21) a Mountados (24).

## Historie
Ve dvanáctém století před naším letopočtem se zde usadili Iónové, které vedl Tinos, podle něhož byl ostrov pojmenován. Aristotelés ho pro bohaté zdroje vody nazýval Hydroessa. Ostrované byli součástí Athénského námořního spolku a bojovali u Platají proti Peršanům. V roce 1207 se ostrov stal součástí Vévodství Naxos, Turci ho obsadili až v roce 1715. Na Tinu se narodil malíř Nikolaos Gyzis.
Tinos má více než 700 chrámů a je nazýván „řecké Lurdy“. Velká pouť vede do kostela Panagia Evangelistria k mariánské ikoně. Obyvatelé se hlásí k řecké pravoslavné církvi a římskokatolické církvi.

## Geografie
Nejvyšším vrcholem je Tsiknias se 727 metry, významná je také hora Exomvurgo se 641 metry, kde byla ve středověku vybudována pevnost. Těžil se zde mramor, žula a serpentinit, který byl použit také při stavbě pařížského Louvru. Podnebí je středomořské a ovlivňuje je suchý severní vítr meltemi. Na ostrově se nachází množství větrných mlýnů a ozdobných holubníků z benátských dob, kdy se zde nacházela stanice poštovních holubů.